# Athenaeum (London)
Das Athenaeum ist der Titel einer Zeitschrift, die in London von 1828 bis 1921 erschien.  Sie gehörte auf dem Gebiet der Literatur und Wissenschaft zu den einflussreichsten Zeitschriften der Viktorianischen Zeit.
Athenaeum wurde im Januar 1828 von James Silk Buckingham gegründet. Er verließ sie jedoch im gleichen Jahr und überließ sie John Sterling.
Im 19. Jahrhundert erschienen beispielsweise Beiträge von William Thomson, 1. Baron Kelvin. Im frühen 20. Jahrhundert publizierten im Athenaeum die Autoren Max Beerbohm, Edmund Blunden, T. S. Eliot, Robert Graves, Thomas Hardy, Aldous Huxley, Edith Sitwell, Julian Huxley, Katherine Mansfield, und Virginia Woolf.
Mit sinkender Auflage wurde das Athenaeum 1921 vom Wettbewerber The Nation übernommen und in diese Zeitschrift integriert.  1930 fusionierte The Nation mit dem New Statesman und änderte bis 1964 seinen Namen in New Statesman and Nation. Später wurde daraus wieder der New Statesman und blieb es bis zum heutigen Tag.